# Milhac-de-Nontron
Milhac-de-Nontron település Franciaországban, Dordogne megyében. Lakosainak száma 512 fő (2022. január 1.). Milhac-de-Nontron Saint-Saud-Lacoussière, Saint-Martin-de-Fressengeas, Villars, Saint-Front-la-Rivière és Saint-Pardoux-la-Rivière községekkel határos.

## Népesség
A település népességének változása:
| Lakosok száma | 740  | 636  | 573  | 603  | 541  | 526  | 505  | 492  | 492  | 512  |
|               | 1968 | 1982 | 1990 | 2006 | 2013 | 2015 | 2017 | 2019 | 2020 | 2022 |